# Shut Down Volume 2
| Recensione                    | Giudizio |
| ----------------------------- | -------- |
| AllMusic                      | [ 1 ]    |
| Blender                       | [ 2 ]    |
| Encyclopedia of Popular Music | [ 3 ]    |
| Record Mirror                 | [ 4 ]    |
| The Rolling Stone Album Guide | [ 5 ]    |
| Piero Scaruffi                | 3/10     |

Shut Down Volume 2 è il quinto album in studio del gruppo musicale statunitense surf-rock The Beach Boys pubblicato nel 1964 dalla Capitol Records. La dicitura "Volume 2" del titolo si riferisce alla compilation intitolata Shut Down, pubblicata dalla Capitol nel 1963, che includeva, insieme a brani cantati da Robert Mitchum, anche due canzoni del gruppo: 409 e Shut Down, senza però essere un album ufficiale dei Beach Boys.
Attualmente Shut Down Volume 2 (Capitol (S) T 2027) è disponibile in versione CD in abbinamento con Surfer Girl, con l'aggiunta di bonus tracks del periodo.
Dopo un'assenza durata due anni, ritornò a tutti gli effetti nella band il chitarrista Al Jardine che, insoddisfatto del compenso ricevuto per la prima canzone del gruppo, Surfin' (solo 200 dollari a testa), aveva lasciato i Beach Boys per darsi alla carriera di dentista. Jardine era stato rimpiazzato da David Marks, vicino di casa dei fratelli Wilson.

## Descrizione

### Origine e storia
Registrato proprio quando la "Beatlemania" stava iniziando a dilagare negli Stati Uniti (esercitando una massiccia influenza futura sul songwriting del leader del gruppo Brian Wilson), Shut Down Volume 2 era stato concepito per consolidare la posizione dei Beach Boys come band più importante d'America. Invece, l'invasione musicale messa in atto dai Beatles fu di tale portata e successo, che surclassò decisamente le vendite dell'album dei Beach Boys. Il disco entrò nella classifica di Billboard solo 6 settimane dopo la pubblicazione e vi rimase per meno tempo (nove mesi) rispetto ai precedenti album del gruppo, restando confinato fuori dalla top ten.
Parte del parziale fallimento commerciale di Shut Down Volume 2 fu da attribuirsi alla scarsa promozione fatta all'album dalla Capitol in favore della "novità" Beatles, e all'inclusione nell'LP di molti brani "riempitivi" come ad esempio "Cassius" Love vs. "Sonny" Wilson (un brano scherzoso principalmente parlato che voleva ritrarre una finta battaglia canora tra Brian e Mike Love).
Tuttavia, Shut Down Volume 2 non è privo di canzoni di valore: Fun, Fun, Fun, Don't Worry Baby (la risposta di Brian alla Be My Baby di Phil Spector), The Warmth of the Sun (scritta poche ore dopo l'assassinio di John F. Kennedy), sono tutte diventate classici assoluti del repertorio dei Beach Boys. Inoltre Pom, Pom Play Girl è il debutto come voce solista di Carl Wilson in una canzone dei Beach Boys.
Shut Down Volume 2 venne pubblicizzato come una compilation di canzoni sulle auto "hot rod" come il suo predecessore Little Deuce Coupe dato il successo di quest'ultimo, ma i Beach Boys, ed in particolar modo il compositore Brian Wilson, stavano iniziando a stancarsi di cantare canzoni a tema automobilistico, per cercare nuovi soggetti d'ispirazione.

### Copertina
La fotografia della copertina dell'LP, opera del fotografo ufficiale della Capitol Records George Jerman, ritrae la band (adesso con Al Jardine al posto di Dave Marks) mentre posa vicino a una selezione di macchine sportive, tra le quali una Corvette Sting Ray blu di proprietà di Dennis, e la Pontiac Grand Prix posseduta da Carl Wilson.

## Tracce
Lato 1
1. Fun, Fun, Fun (B.Wilson/M.Love) - 2:03 1
2. Don't Worry Baby (B.Wilson/R.Christian) - 2:47 2
3. In The Parkin' Lot (B.Wilson/R.Christian) - 2:01 1
4. "Cassius" Love vs. "Sonny" Wilson (B.Wilson/M.Love) - 3:30
5. The Warmth of the Sun (B.Wilson/M.Love) - 2:51 2
6. This Car of Mine (B.Wilson/M.Love) - 1:35 3

Lato 2
1. Why Do Fools Fall In Love (F.Lymon/M.Levy) - 2:07 2
2. Pom Pom Play Girl (B.Wilson/G.Usher) - 1:30 1-2
3. Keep An Eye On Summer (B.Wilson/B.Norman) - 2:21 2
4. Shut Down,Part II (Carl Wilson) - 2:07 4
5. Louie Louie (Richard Berry) - 2:17
6. Denny's Drums (Dennis Wilson) - 1:56 4

### Specifiche esecutori
- 1 con Mike Love come voce solista
- 2 con Brian Wilson come voce solista
- 3 con Dennis Wilson come voce solista
- 4 Strumentale